# Charlotte Hausleiter
Charlotte Kathinka Elise Hausleiter, geborene Westermann, z. T. auch als Hausleiter-Westermann angegeben (* 13. Oktober 1883 in Nürnberg; † 1954) war eine deutsche Schriftstellerin.
Charlotte Westermann war eine Tochter des Nürnberger Kaufmanns Carl Westermann und seiner Frau Elise. Nach dem Schulbesuch begann sie, kurz nach der Jahrhundertwende, als junge Frau, sich als belletristische Schriftstellerin zu betätigen. Neben zahlreichen Essays und Erzählungen veröffentlichte sie einen Roman. Während des Ersten Weltkriegs war sie von 1915 bis 1918 in der Obersten Heeresleitung tätig. Zu dieser Zeit verlagerte sie den Schwerpunkt ihrer Tätigkeit weg von der Belletristik in den tagespublizistisch-journalistischen Bereich. In der ersten Nachkriegszeit war sie in einer nationalen Werbeabteilung tätig. Später erhielt sie eine Anstellung als Redakteurin im Roman-Lektorat des Knorr & Hirth-Verlags in München.
Am 12. Dezember 1921 heiratete Westermann den Journalisten Leo Hausleiter. Fortan publizierte sie unter den Namen Hausleiter und Hausleiter-Westermann. Aus der Ehe gingen die Söhne Leo Cecil Laurenz Karl Walter (* 28. Juli 1923 in München; † 29. August 1943 bei Charkow) und Leo Cornelis August Peter Giselher Hermann (* 19. April 1925) hervor. Zwei weitere Kinder, ein Sohn und eine Tochter, die 1922 geboren wurden, starben noch im ersten Lebensjahr.
Zum 1. Dezember 1932 trat Hausleiter der NSDAP bei (Mitgliedsnummer 1.411.504). 1933 wurde sie außerdem Mitglied der Reichsschrifttumskammer.
Seit 1936 lebte sie in Hamburg, wo ihr Ehemann in diesem Jahr als Direktor die Leitung des Weltwirtschaftsarchivs übernahm.

## Schriften
- Knabenbriefe. Der Fünfzehnjährige Astorre Manfredi an den Siebzehnjährigen Francesco Gonzaga, 1907.
- Frauenarbeit im Kriege, 1917.

Als Herausgeberin:
- Briefe der Liebe aus drei Jahrhunderten deutscher Vergangenheit. Auswahl und zeitgeschichtliche Lebensbilder, 1913.